# Rote Liste gefährdeter Hautflügler Japans
Diese Rote Liste gefährdeter Hautflügler Japans ist ein Ausschnitt der durch das Japanische Umweltministerium veröffentlichten Roten Liste gefährdeter Insekten Japans. Andere untersuchte Wildtier- und Pflanzenarten werden ebenfalls in separaten Listen veröffentlicht und in der Roten Liste gefährdeter Arten Japans zusammengefasst. Die Unterkategorien sind für die Tierarten Säugetiere, Vögel, Amphibien, Reptilien, Brack-/Süßwasserfische, Insekten, Land-/Süßwassermollusken und andere wirbellose Tiere, sowie für die Pflanzenarten Gefäßpflanzen, Moos, Algen, Flechten und Pilze.
Die Gesamtüberprüfung der gefährdeten Arten wird ungefähr alle fünf Jahre durchgeführt. Ab 2015 werden Arten deren Gefährdungskategorie aufgrund einer Verschlechterung des Lebensraums oder ähnlichem erneut untersucht werden müssen, jederzeit nach Bedarf einzeln überarbeitet. Die letzte überarbeitete Ausgabe ist die Rote Liste 2020. Dabei gibt es in Japan mehr als 32.000 Insektenarten zu untersuchen und in Gefährdungskategorien zu unterteilen. Die in Japan gefährdeten Hautflügler sind im Folgenden aufgelistet. Die Gefährdungskategorien entsprechen dabei nicht der internationalen Einstufung der IUCN.
| Jahr | EX | EW | CR | EN | VU | NT | DD | Gesamtzahl |
| ---- | -- | -- | -- | -- | -- | -- | -- | ---------- |
| 2020 | 0  | 0  | 4  | 0  | 18 | 42 | 50 | 114        |

## Vom Aussterben bedroht (CR)
4 Arten:

- Orussus boninensis, jap. オガサワラヤドリキバチ
- Chrysis boninensis, jap. オガサワラセイボウ
- Aphaenogaster gamagumayaa, jap. ガマアシナガアリ
- Pison tosawai, jap.チチジマピソン

## Gefährdet (VU)
18 Arten:

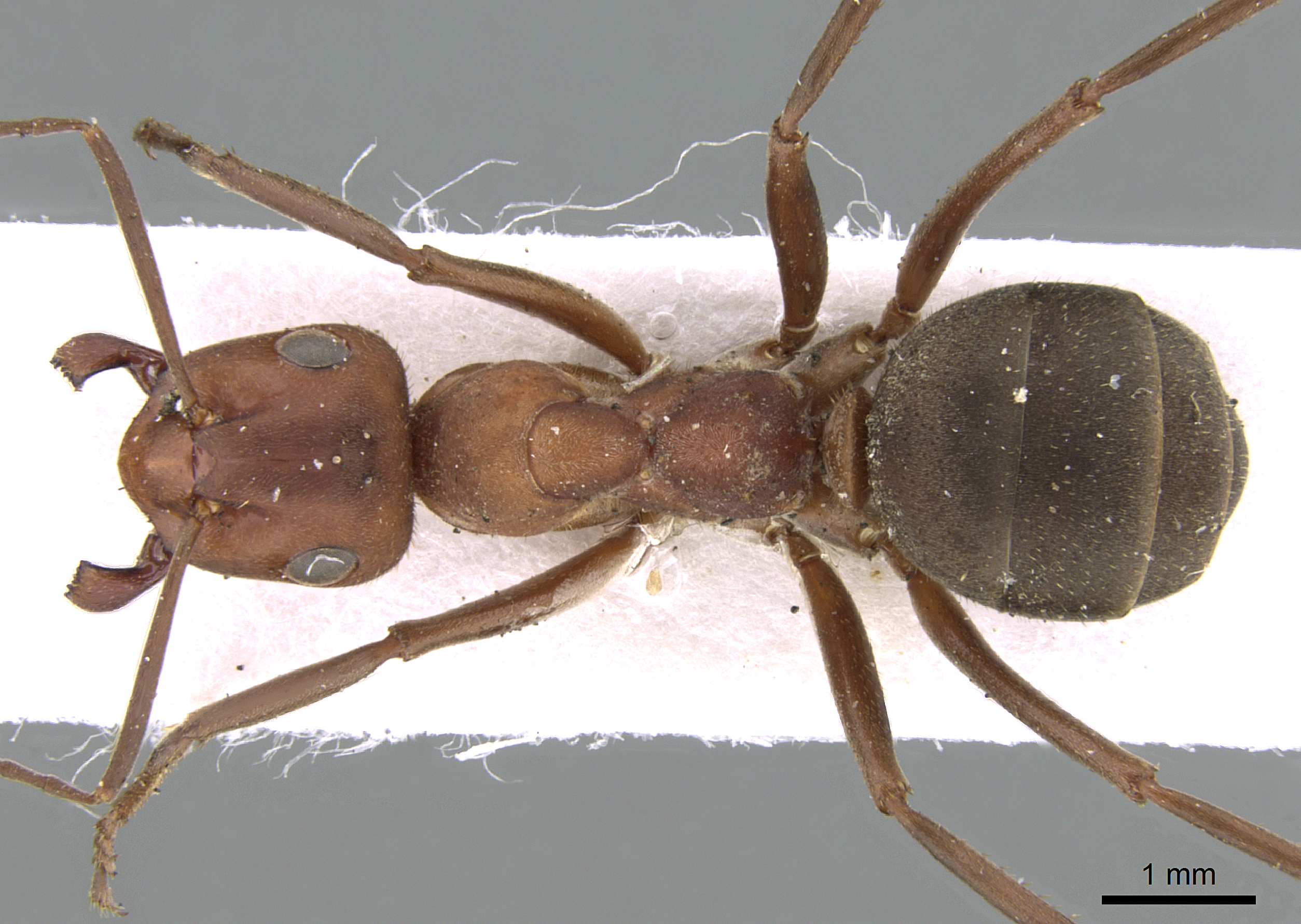
Formica yessensis

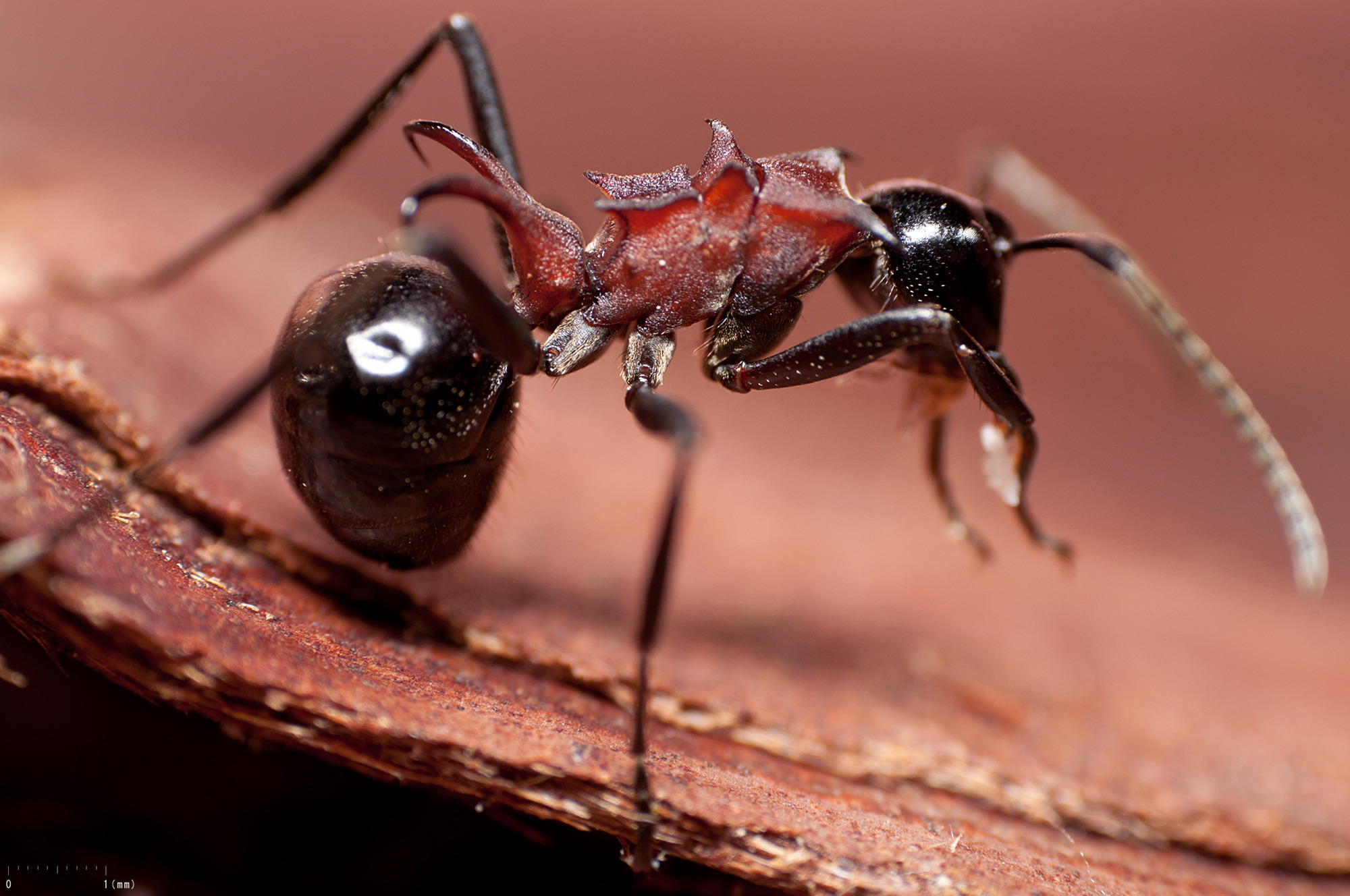
Polyrhachis lamellidens

- Megaxyela togashii, jap. オオナギナタハバチ
- Chrysis nohirai, jap. ノヒラセイボウ
- Formica yessensis, jap. エゾアカヤマアリ
- Polyrhachis lamellidens, jap. トゲアリ
- Pararrhynchium oceaniucum miyanoi, jap. ツヤカバフドロバチ母島亜種
- Bembix niponica, jap. ニッポンハナダカバチ
- Isodontia boninensis, jap. オガサワラアナバチ
- Lestica rufigaster, jap. オガサワラギングチバチ
- Pison hahadzimaense, jap. ハハジマピソン
- Stizus pulcherrimus, jap. キアシハナダカバチモドキ
- Tachysphex morosus titidzimaensis, jap. チチジマヌカダカバチ
- Hylaeus boninensis, jap. オガサワラメンハナバチ
- Hylaeus ikedai, jap. イケダメンハナバチ
- Hylaeus incomitatus, jap. キムネメンハナバチ
- Hylaeus yasumatsui, jap. ヤスマツメンハナバチ
- Lithurgus ogasawarensis, jap. オガサワラキホリハナバチ
- Megachile asahinai, jap. アサヒナハキリバチ
- Ceratina boninensis, jap. オガサワラツヤハナバチ

## Potentiell gefährdet (NT)
42 Arten:

- Neocolochelyna itoi, jap. イトウハバチ
- Selandria konoi, jap. コウノハバチ
- Euurobracon yokahamae, jap. ウマノオバチ
- Pristaulacus boninensis, jap. オガサワラセダカヤセバチ
- Gasteruption ogasawarensis, jap. オガサワラコンボウヤセバチ
- Proconura yamamotoi, jap. ヤマモトアシブトコバチ
- Elampus musashinus, jap. ムサシトゲセイボウ
- Omalus grandis, jap. オオツヤセイボウ
- Liacos melanogaster, jap. ナガセクロツチバチ
- Amblyopone fulvida, jap. ケシノコギリハリアリ
- Anochetus shohki, jap. ヒメアギトアリ
- Aphaenogaster edentula, jap. トゲナシアシナガアリ
- Lasius orientalis, jap. テラニシケアリ
- Leptanilla tanakai, jap. ヤクシマムカシアリ
- Probolomyrmex longinodus, jap. ホソハナナガアリ

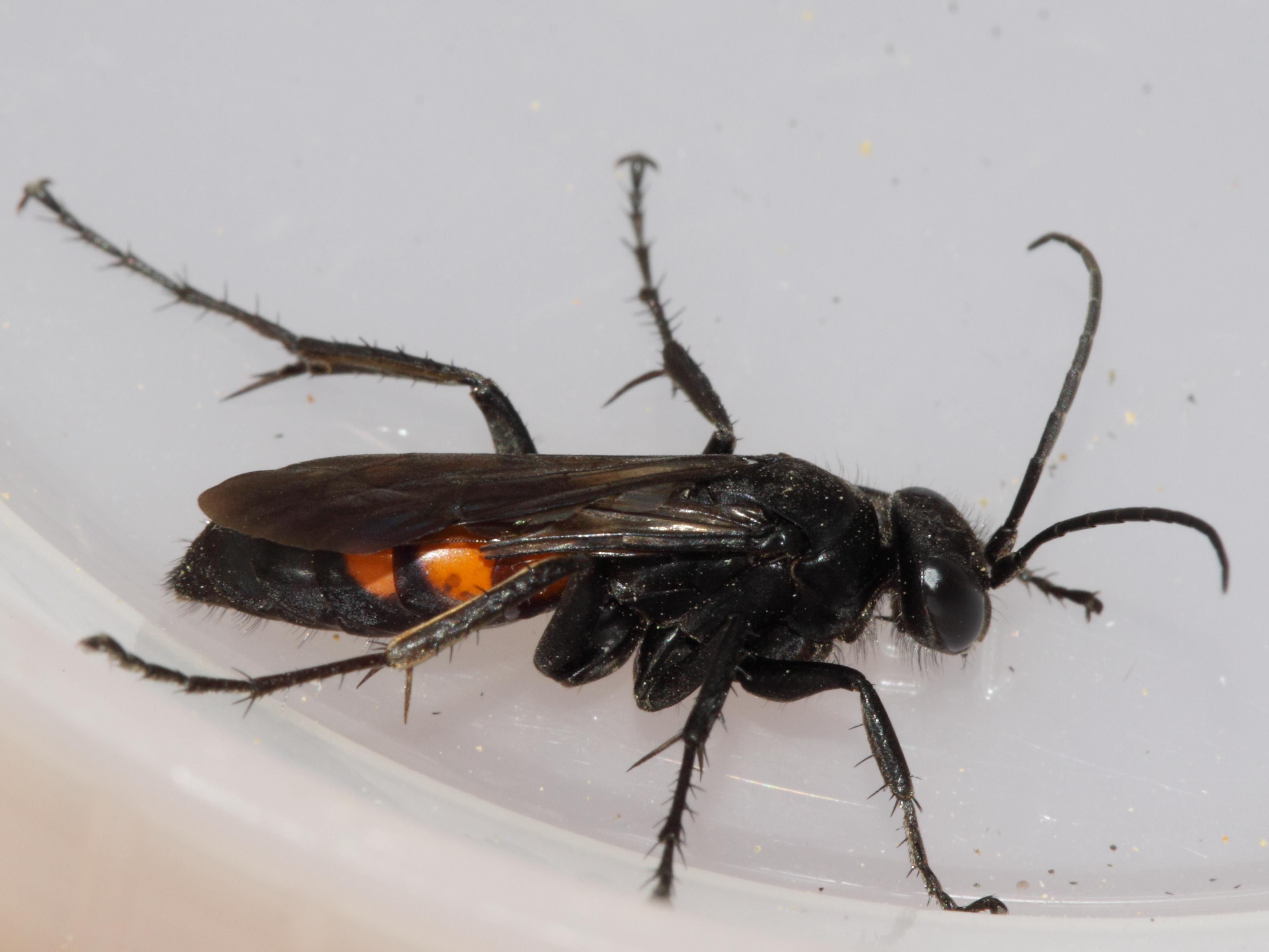
Frühlings-Wegwespe

- Frühlings-Wegwespe (Anoplius viaticus, jap. ムツボシベッコウ)
- Machaerothrix tsushimensis, jap. キマダラズアカベッコウ
- Parabatozonus hakodadi, jap. フタモンベッコウ
- Euodynerus convergens, jap. チチジマドロバチ
- Pararrhynchium tsunekii, jap. アマミカバフドロバチ
- Stenodynerus ogasawaraensis, jap. オガサワラチビドロバチ
- Ammophila atripes japonica, jap. フジジガバチ
- Bembecinus anthracinus ogasawaraensis, jap. オガサワラスナハキバチ
- Bembix formosana, jap. タイワンハナダカバチ
- Ceratocrabro shimoyamai, jap. シモヤマギングチ
- Cerceris amamiensis tokunosimana, jap. トクノシマツチスガリ
- Cerceris pedetes, jap. マエダテツチスガリ
- Cerceris tomiyamai, jap. エラブツチスガリ
- Ectemnius furuichii, jap. ササキリギングチ
- Gorytes ishigakiensis, jap. ババアワフキバチ
- Harpactus tumidus japonensis, jap. カワラアワフキバチ

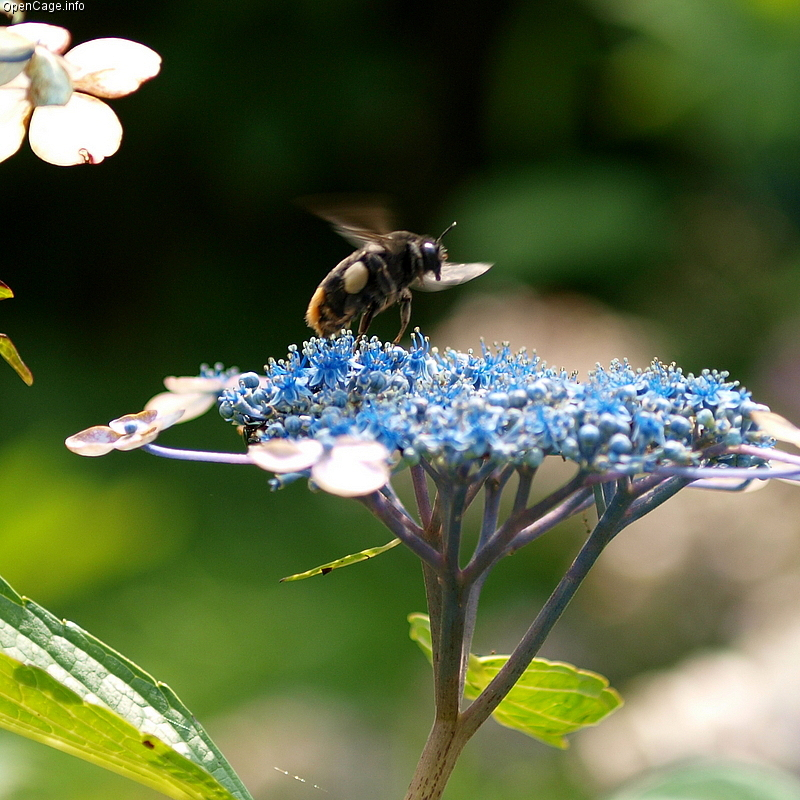
Bombus ignitus

- Larra amplipennis, jap. アカオビケラトリ
- Liris subtessellatus ogasawarae, jap. オガサワラコオロギバチ
- Psen boninensis, jap. オガサワラヨコバイバチ
- Psenulus ogasawaranus, jap. オガサワラマエダテバチ
- Sphex inusitatus fukuianus, jap. フクイアナバチ
- Trypoxylon chichidzimaense, jap. チチジマジガバチモドキ
- Heriades fulvohispida, jap. オガサワラコハキリバチ
- Megachile xanthothrix, jap. キバラハキリバチ
- Bombus florilegus, jap. ノサップマルハナバチ
- Bombus ignitus, jap. クロマルハナバチ
- Xylocopa ogasawarensis, jap. オガサワラクマバチ

## Unzureichend Datengrundlage (DD)
50 Arten:

- Xyelecia japonica, jap. チャイロナギナタハバチ
- Chrysolyda leucocephala, jap. シロズヒラタハバチ
- Agenocimbex jucunda, jap. ホシアシブトハバチ
- Nipponorhynchus bimaculatus, jap. ヒダクチナガハバチ
- Nipponorhynchus mirabilis, jap. クチナガハバチ
- Siobla metallica, jap. ルリコシアカハバチ
- Stiricorsia tosensis, jap. トサヤドリキバチ
- Agriotypus gracilis, jap. ミズバチ
- Philoctetes monticola, jap. ミヤマツヤセイボウ
- Stilbum cyanurum pacificum, jap. オオセイボウ本土亜種
- Trichrysis sudai, jap. スダセイボウ
- Caenosclerogibba japonica, jap. シロアリモドキヤドリバチ
- Camponotus amamianus, jap. ツヤミカドオオアリ
- Camponotus nipponensis, jap. ケブカツヤオオアリ
- Formica fukaii, jap. ツノアカヤマアリ

- Lasius hikosanus, jap. ミヤマアメイロケアリ

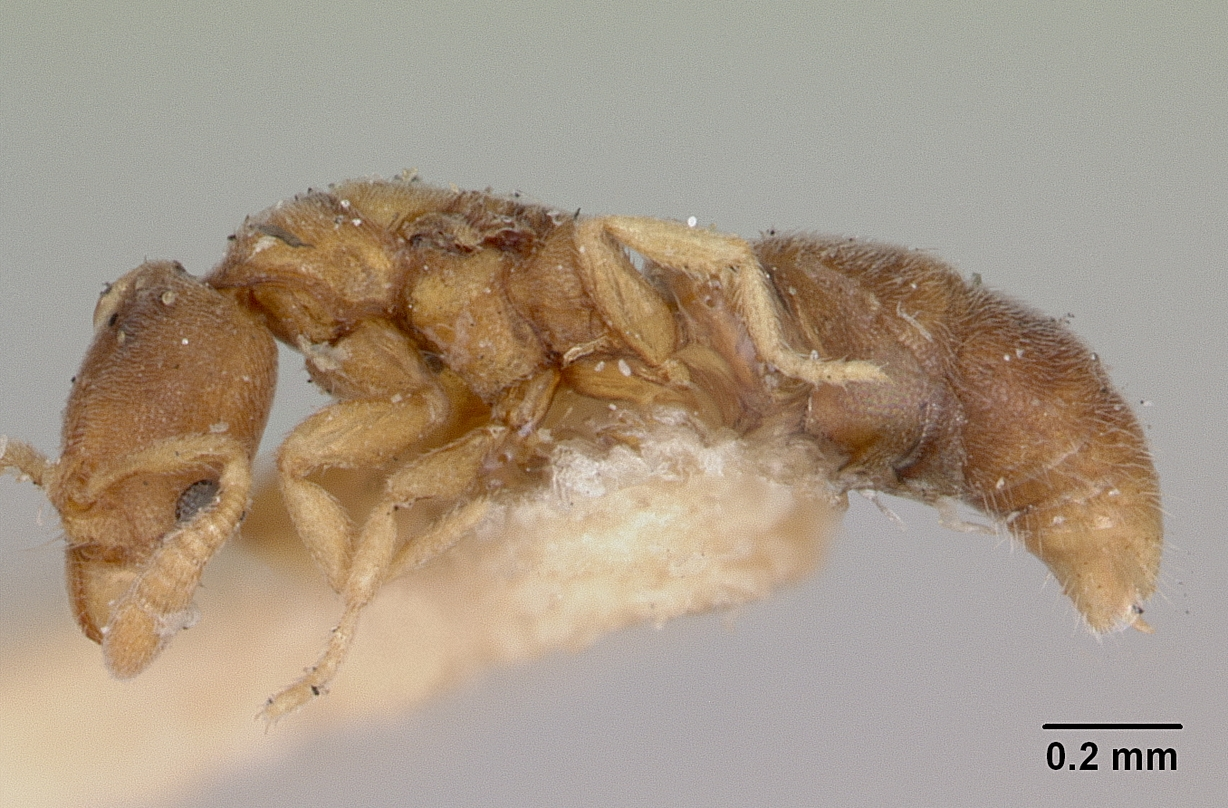
Ponera swezeyi

- Leptanilla oceanica, jap. オガサワラムカシアリ
- Ponera swezeyi, jap. オガサワラハリアリ
- Probolomyrmex okinawensis, jap. ハナナガアリ
- Temnothorax haira, jap. オガサワラムネボソアリ
- Temnothorax santra, jap. シワムネボソアリ
- Anoplius eous, jap. アケボノベッコウ
- Cryptocheilus sugiharai, jap. スギハラベッコウ
- Dipogon ogasawarensis, jap. オガサワラヒゲベッコウ
- Paracyphononyx alienus, jap. アオスジベッコウ

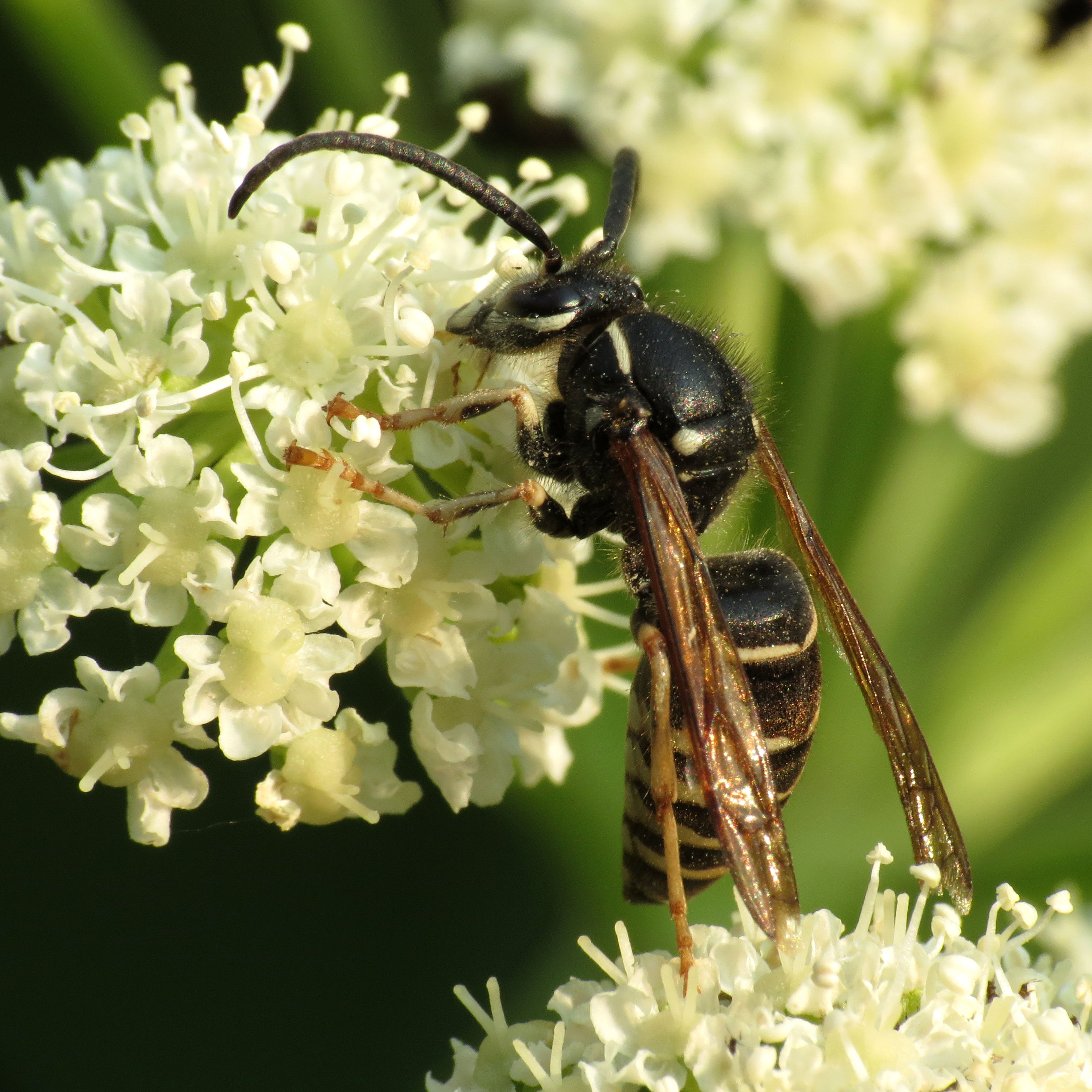
Falsche Kuckuckswespe

- Falsche Kuckuckswespe (Unterart Dolichovespula adulterina montivaga, jap. ヤドリホオナガスズメバチ)

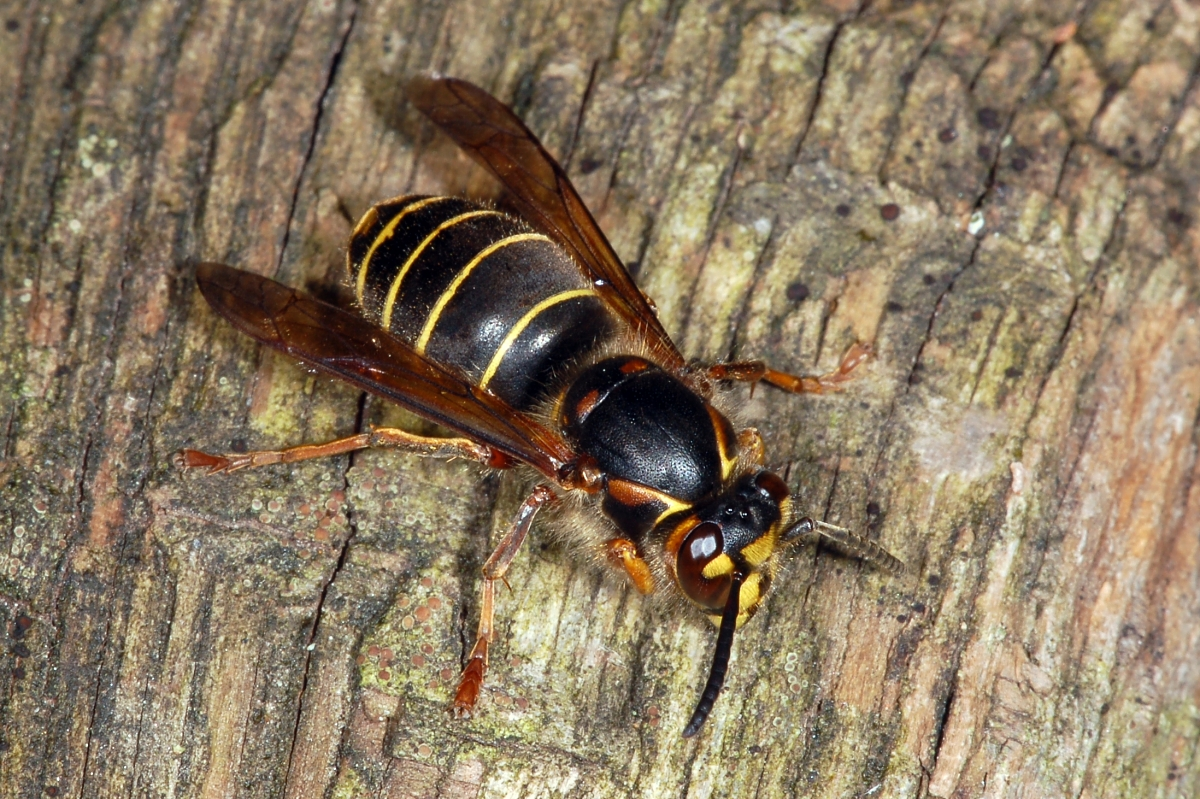
Mittlere Wespe

- Mittlere Wespe (Dolichovespula media sugare, jap. キオビホオナガスズメバチ本州亜種)

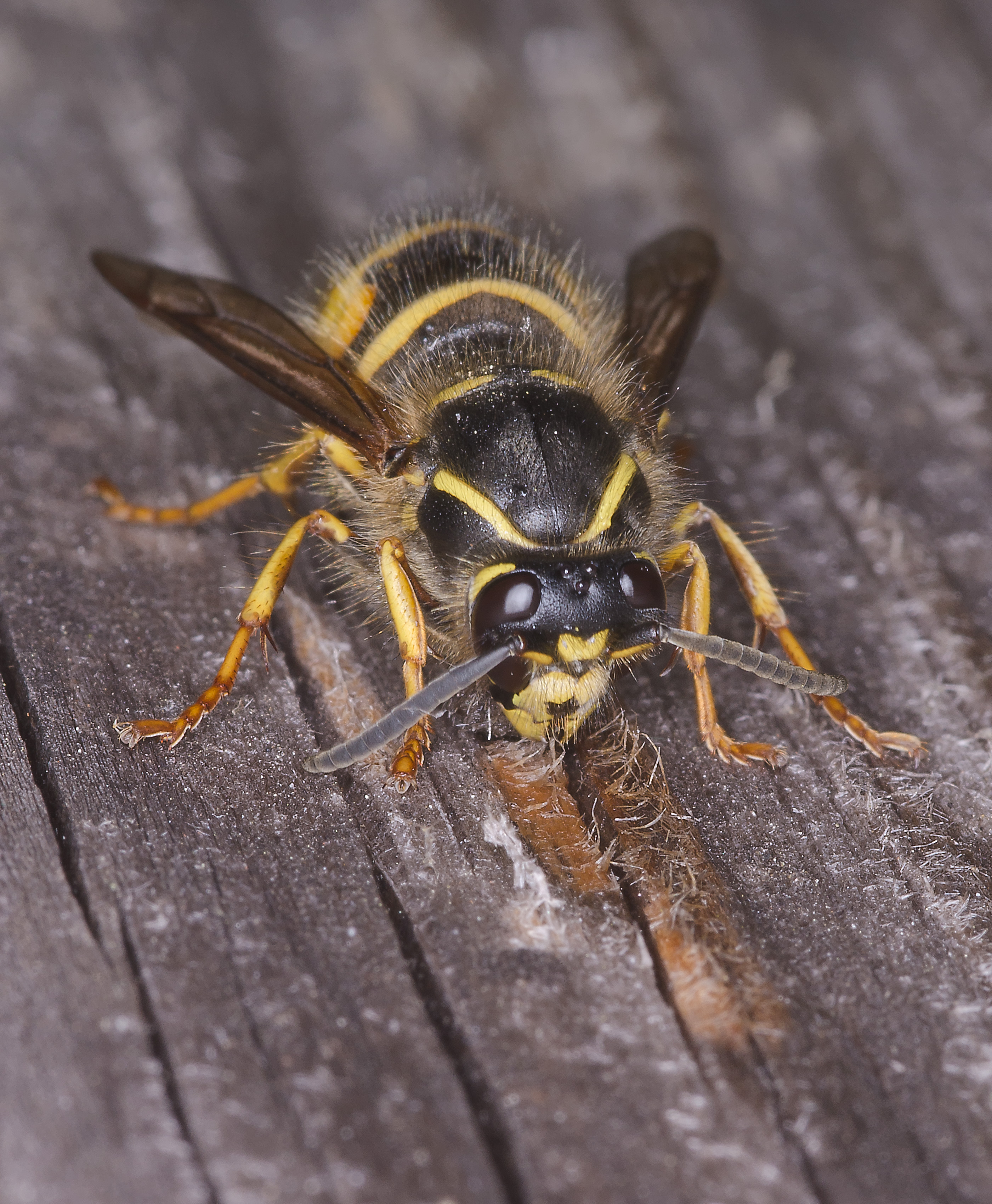
Sächsische Wespe

- Sächsische Wespe (Dolichovespula saxonica nipponica, jap. ニッポンホオナガスズメバチ)
- Polistes japonicus japonicus, jap. ヤマトアシナガバチ
- Symmorphus captivus, jap. オオハムシドロバチ
- Hornisse (Vespa crabro flavofasciata, jap. モンスズメバチ)
- Argogorytes nipponis, jap. ニッポンアワフキバチ
- Bembecinus hungaricus japonicus, jap. ヤマトスナハキバチ
- Crossocerus heydeni nipponis, jap. ガロアギングチ
- Crossocerus pusillus, jap. タイセツギングチ
- Ectemnius martjanowii, jap. アギトギングチ
- Passaloecus koreanus, jap. カラトイスカバチ
- Pison argentatum hanedai, jap. ハネダピソン
- Pison koreense, jap. コウライピソン
- Pison oakleyi boninense, jap. オガサワラピソン
- Spadicocrabro nitobei, jap. ニトベギングチ
- Towada flavitarsus, jap. キユビギングチ
- Trypoxylon ambiguum, jap. フクイジガバチモドキ
- Andrena yasumatsui, jap. ヤスマツヒメハナバチ
- Megachile lagopoda furukawai, jap. フルカワフトハキリバチ
- Megachile pseudomonticola, jap. クズハキリバチ
- Osmia orientalis, jap. マイマイツツハナバチ
- Bombus consobrinus wittenburgi, jap. ナガマルハナバチ
- Bombus ussurensis, jap. ウスリーマルハナバチ
- Thyreus decorus, jap. ルリモンハナバチ